# 燈腔吻鱈
燈腔吻鱈，為輻鰭魚綱鱈形目鼠尾鱈科的其中一種，分布於西北太平洋日本海域，屬深海底棲性魚類，棲息在底層水域，生活習性不明。